# Barragem da Farinha
A Barragem da Farinha é um açude de Patos, no estado da Paraíba.

## História
Inaugurada em 23 de fevereiro de 1975, pelo então governador Ernani Sátyro, com capacidade para 25.738.500 m³, com recursos da ordem de 7 milhões de cruzeiros, onde foram consumidos 40 mil sacos de cimento, a qual sangrou pela primeira vez em 03 de março daquele ano.